# Вазописець білих облич
Вазописець білих облич (англ. Whiteface Painter, нім. Weissgesicht-Maler) — анонімний давньогрецький вазописець, працював у Капуї в IV столітті до н. е. в червонофігурній техніці. Вважається одним із засновників групи вазописців «AV». Типовою рисою його робіт є використання білого кольору у зображенні жіночих облич, звідки походить умовне ім'я майстра.
Відома червонофігурна амфора, датована близько 330 до н. е. На її стороні А зображено жінку із підкресленим білим кольором обличчя, вдягнена у хітон з поясом. Крім того на ній пишні браслети, дископодібні сережки, бісерне намисто. У лівій руці вона тримає шкатулку, а у правій — вінок. На стороні В амфори зображено фігуру чоловіка у гіматії.
Авторству Вазописця білих облич також приписується дзвоноподібний кратер, на стороні А якого зображено танцюючу Менаду у хітоні, вона грає на бубні та рухається у танці, озираючись на сатира у вишитій бісером нагрудній стрічці та лавровому вінку.